# William McKell
Sir William McKell (Pambula, 26 settembre 1891 – Sydney, 11 gennaio 1985) è stato un politico australiano, governatore generale dell'Australia dal 1947 al 1953.